# Orlanth
 (mars 2023).
Si vous disposez d'ouvrages ou d'articles de référence ou si vous connaissez des sites web de qualité traitant du thème abordé ici, merci de compléter l'article en donnant les références utiles à sa vérifiabilité et en les liant à la section « Notes et références ».
Orlanth est l'une des principales divinités du monde fictif de Glorantha. C'est le chef du panthéon des dieux des vents.
Il est décrit in extenso dans plusieurs ouvrages : Le Roi de Sartar de Greg Stafford ; la troisième édition de RuneQuest et son supplément Les Dieux de Glorantha ; Herowars et HeroQuest, et leur supplément commun Thunder Rebels.
Ces descriptions diffèrent fortement d'un livre à l'autre. Ce qui suit sera donc forcément sujet à variations.

## Genèse
Orlanth est né de Umath, dieu de l'Air élémentaire, et de Keros Finn, déesse des Montagnes ; il a pour frère Yinkin, dieu des chats de l'ombre (sortes de grands félins). Très tôt il manifesta un goût pour le changement qui n'inquiétait pas Yelm, le Soleil, empereur du Ciel et de l'Univers. Il voulait une place, mais le ciel collé à la terre ne lui en laissait aucune. Lorsque Orlanth se présenta devant Yelm pour le défier, il fut ridiculisé et repartit honteux.
Mais un jour Humakt, frère d'Orlanth, découvrit le secret de la Mort. Lorsque cette arme arriva entre les mains d'Orlanth, le jeune dieu s'en servit pour tuer Yelm, qui fut ainsi le deuxième être à mourir après Grand-Père Mortel. Yelm fut ainsi contraint de quitter le ciel pour gagner le Monde Souterrain, d'où il chassa les Uz.
Orlanth guerroya longtemps dans le monde obscurci, où les hordes du Chaos s'étaient infiltrées. Puis il but au puits de la sagesse de Daliath, et comprit ses erreurs. Lui et six alliés, les Porteurs de Lumière, descendirent alors aux Enfers et ramenèrent Yelm et les autres morts : la déesse Arachné Solara présida par la suite à la nouvelle alliance qui refondait l'univers, qui établissait les cycles du Temps, de la vie et de la mort, du jour et de la nuit, et qui consacrait Orlanth roi du monde et époux d'Ernalda, la Terre, ex-femme de Yelm. Yelm et ses partisans se réfugièrent cependant dans le dédain.

## Pouvoirs
La rune d'Orlanth est l'Air, comme son père. À la différence de ce dernier pourtant, il s'implique beaucoup dans les affaires du monde, ce qui est normal puisque l'Air touche toute chose à la surface des continents.
Orlanth est avant tout le dieu des Orages et des Vents. C'est aussi le fertilisateur de la Terre, sa compagne. Enfin, c'est le Roi du monde, du moins selon ses adorateurs. Il a donc des pouvoirs de combat, de contrôle des éléments, de commandement, de santé (par sa parèdre Ernalda), et de fertilité (par son ami Heler, le dieu de la Pluie). Il peut aussi faire appel à n'importe lequel des dieux de son panthéon pour d'autres aspects de la vie.
Les pouvoirs d'Orlanth tendent à s'incarner dans des dieux mineurs. Barntar, son fils, est le Bon Fermier : libre, travailleur et respectueux de la terre. Vinga, sa fille, est une guerrière : elle patronne les guerriers errants, les aventuriers. D'autres sous-cultes existent selon les régions, et des héros semi-divins complètent ce tableau.

## Culte
La fidélité à Orlanth est la marque de l'appartenance à une large bande de cultures barbares qui s'étend à travers le continent de Genertela, du glacier de Valind à la Baie des Miroirs. On peut quasiment dire que cette "ceinture barbare" est exclusivement orlanthie et aussi que orlanthi = barbare. L'Empire Lunaire domine aujourd'hui une grande part de ces territoires, et le royaume de Tarsh s'est officiellement converti ; mais la majorité des gens continuent à adorer Orlanth en secret, et jurent publiquement par les autres dieux des Tempêtes.
Trois importants foyers subsistent : la Citadelle Blanche, le dernier bastion orlanthi, en pays d'Héort ; le royaume de Sartar, agité de troubles ; et le comté de Pavis, sur le fleuve Zola Fel, où l'occupation lunaire est fragile en raison des nombreuses factions en présence. Il y a aussi des Orlanthis libres dans la vallée du Janube, au nord, et sur les hauteurs de Ralios, à l'ouest, mais ils sont peu impliqués dans l'histoire du continent. Enfin, certains Pentiens abandonnent Yelm, trop lié à l'Empire, et se tournent vers les dieux des Tempêtes.
Orlanth est adoré par trois sortes de fidèles : les initiés, les prêtres, et les seigneurs runiques.
Les initiés sont les simples fidèles. Les prêtres sont leurs guides et étudient constamment les voies d'Orlanth pour mieux prendre soin de leurs communautés.
Parfois, un initié fait preuve de dons si utiles que les prêtres trouvent bon de l'aider dans sa tâche. Il passe alors par une série de rites initiatiques et de cérémonies magiques qui lui confèrent les pouvoirs d'un aspect d'Orlanth. Le nouveau seigneur runique reçoit alors une mission : régir la communauté pour un thane (initié d'Orlanth-Roi), défendre les fidèles pour un seigneur des vents (initié d'Orlanth aventureux), ou autre selon les nécessités. Il dispose des pouvoirs magiques d'Orlanth pour cela, mais il doit toujours obéir aux prêtres.
Orlanth commande aussi à de nombreux esprits de l'Air qui sont autant ses adorateurs que des extensions de lui-même. Certains sont spécifiquement rattachés à son culte et lui servent d'esprits de représailles, traquant les adorateurs indignes, ou de vicaires lors des initiations.
Les lieux de culte d'Orlanth sont simples et de petite taille, souvent de simples autels en plein vent. Seuls quelques endroits, comme la cité de Pavis, ont tenté des constructions plus ambitieuses.